# Johann Dihanich
Johann Dihanich (ur. 24 października 1958 w Eisenstadt) – austriacki piłkarz grający na pozycji pomocnika.

## Kariera klubowa
Karierę piłkarską Dihanich rozpoczął w amatorskim ASK Klingenbach. Następnie przeszedł do Austrii Wiedeń. W sezonie 1978/1979 zadebiutował w jego barwach w pierwszej lidze Austrii, a od następnego sezonu był podstawowym zawodnikiem stołecznego klubu. Już w 1979 roku wywalczył z Austrią mistrzostwo kraju, a w 1980 roku sięgnął po dublet – mistrzostwo oraz Puchar Austrii. W 1981 roku znów został mistrzem kraju, a w 1982 – zdobywcą pucharu.
W 1983 roku Dihanich został piłkarzem FC Wacker Innsbruck. Grał w nim przez rok, a w 1984 roku wrócił do Austrii Wiedeń. Dwukrotnie w latach 1985 i 1986 zostawał mistrzem kraju, a w tym drugim przypadku wywalczył także Puchar Austrii. Latem 1987 przeszedł do Grazer AK. W 1989 roku odszedł z Grazeru do SK VÖEST Linz. W latach 1991–1992 grał w Favoritner AC, który był jego ostatnim klubem w karierze.
| Sezon   | Klub                | Kraj    | Rozgrywki  | Mecze | Bramki |
| ------- | ------------------- | ------- | ---------- | ----- | ------ |
| 1978/79 | Austria Wiedeń      | Austria | Bundesliga | 4     | 0      |
| 1979/80 | Austria Wiedeń      | Austria | Bundesliga | 36    | 4      |
| 1980/81 | Austria Wiedeń      | Austria | Bundesliga | 38    | 3      |
| 1981/82 | Austria Wiedeń      | Austria | Bundesliga | 36    | 0      |
| 1982/83 | Austria Wiedeń      | Austria | Bundesliga | 27    | 0      |
| 1983/84 | FC Wacker Innsbruck | Austria | Bundesliga | 29    | 4      |
| 1984/85 | Austria Wiedeń      | Austria | Bundesliga | 37    | 2      |
| 1985/86 | Austria Wiedeń      | Austria | Bundesliga | 20    | 2      |
| 1986/87 | Austria Wiedeń      | Austria | Bundesliga | 22    | 0      |
| 1987/88 | Grazer AK           | Austria | Bundesliga | 35    | 4      |
| 1988/89 | Grazer AK           | Austria | Bundesliga | 34    | 3      |
| 1989/90 | SK VÖEST Linz       | Austria | Division 2 | ?     | ?      |
| 1990/91 | SK VÖEST Linz       | Austria | Division 2 | ?     | ?      |
| 1991/92 | Favoritner AC       | Austria | Division 2 | 34    | 4      |

## Kariera reprezentacyjna
W reprezentacji Austrii Dihanich zadebiutował 8 października 1980 roku w wygranym 3:1 towarzyskim spotkaniu z Węgrami. W 1982 roku był w kadrze Austrii na Mundialu w Hiszpanii, na którym pełnił rolę rezerwowego i nie rozegrał żadnego spotkania. Od 1980 do 1984 roku rozegrał w kadrze narodowej 10 meczów.